# Витковичи (Ровненская область)
Витковичи (укр. Вітковичі) — село в Березновской городской общине Ровненского района Ровненской области Украины.
До 2020 года входило в Березновский район.
Население по переписи 2001 года составляло 2078 человек. Почтовый индекс — 34622. Телефонный код — 3653. Код КОАТУУ — 5620482701.